# Smilax elegantissima
Smilax elegantissima är en enhjärtbladig växtart som beskrevs av François Gagnepain. Smilax elegantissima ingår i släktet Smilax och familjen Smilacaceae. Inga underarter finns listade.